# Ben Darwin
Benjamin John Darwin (Crewe, 17 ottobre 1976) è un ex rugbista a 15 e allenatore di rugby a 15 australiano di origine britannica; pilone dei Brumbies, fu costretto a interrompere la carriera nel 2003, a soli 27 anni, durante la Coppa del mondo a causa di un grave infortunio occorsogli nella semifinale del torneo contro gli All Blacks; dopo il ritiro è divenuto allenatore e, per la stagione 2011, è il tecnico della mischia della neoistituita franchise di Super Rugby dei Melbourne Rebels.

## Biografia
Proveniente dal Northern Suburbs di Sydney, suo club di appartenenza, entrò da professionista nella franchise di Canberra dei Brumbies con i quali esordì nel Super 12 2000 contro i sudafricani Sharks.
Con i Brumbies vinse il Super 12 2001, e in quello stesso anno esordì negli Wallabies in occasione di un test match contro i British Lions; divenuto titolare quasi subito, prese parte al vittorioso Tri Nations 2001 e a tutti i test match disputati tra fine 2001 e metà anno 2003.
Selezionato per la Coppa del Mondo di rugby 2003, fu titolare anche in tale competizione: presente in tutti gli incontri di prima fase, fu in campo anche nei quarti di finale contro la Scozia e nella semifinale contro gli All Blacks, partita che segnò la fine della sua carriera: a secondo tempo appena iniziato, Darwin rimase coinvolto nel collasso di una mischia chiusa e avvertì un rumore sospetto al collo; immediatamente avvertì il suo avversario diretto, il neozelandese Kees Meeuws, di non spingere oltre; questi, udito Darwin, immediatamente si ritrasse; caduto al suolo, Darwin rimase paralizzato per circa tre minuti, si scoprì in seguito, a causa di un disco vertebrale dislocato che andò a premere sulla spina dorsale.
Dopo l'operazione chirurgica i medici dichiararono Darwin non idoneo a riprendere l'attività sportiva, ragion per cui a gennaio 2004 il giocatore annunciò il suo ritiro a soli 27 anni.
A fine 2004 il club di Darwin, il Northern Suburbs, gli offrì un posto da allenatore nello staff tecnico per la stagione successiva; l'anno successivo fu allenatore degli avanti della neonata franchise del Western Force, di Perth.
Nel 2008 divenne assistente allenatore e analista video della squadra giapponese degli NTT Shining Arcs, in Top League e, terminata l'esperienza in Asia, è tornato in Australia per assumere l'incarico di allenatore della mischia di un'altra neonata franchise, i Melbourne Rebels, esordienti nel Super Rugby 2011.

## Palmarès
- Super Rugby: 1
Brumbies: 2001